# كورجون مزدوج
كورجون مزدوج (الاسم العلمي:Coregonus duplex) هو نوع من الأسماك يتبع جنس الكورجون من فصيلة سمك السلمون.